# Can Ramonet (Tossa de Mar)
Can Ramonet és un edifici del municipi de Tossa de Mar (Selva). És una construcció de tres plantes i coberta d'un vessant a façana, arrebossat i pintat de color blanc. La casa fa cantonada i és habitatge i despatx a les plantes superiors i comerç en època estival a la planta baixa. Forma part de l'Inventari del Patrimoni Arquitectònic de Catalunya.

## Descripció
La planta baixa, amb un sòcol de ceràmica marró de setanta centímetres, és un aparador comercial dotat de diverses finestres i entrades emmarcades de ceràmica pintada de colors blanc, verd, marró i groc, d'estil tradicional i amb motius pastissers i dolços varis (flams, pastissos, gelats, coques, "braços de Gitano"...) i locals (un vaixell, la Vila Vella de Tossa, un globus...). El primer pis, separat de la planta baixa per una mena de cornisa amb algunes teules a la part del carrer transversal, conté un balcó seguit, de quatre trams, que inclou tres grans finestres d'obra rectangulars. Al carrer transversal es conserva una finestra petita emmarcada de pedra amb l'ampit motllurat
Pel que fa als plafons ceràmics, són quatre obertures, tres finestres i una porta, emmarcades de ceràmica pintada, tres de les quals tenen, a la part superior central, motius vegetals i figuratius. La iconografia, d'arrel clàssica, mostra parelles de "venus" estereotipades amb atributs i productes de la pastisseria que decoren un paisatge, un vaixell i un globus aerostàtic. A més d'aquests plafons, en el carrer transversal, sobre una porta sense emmarcament ceràmic, hi ha un altre plafó on els personatges ballen una sardana en un ambient arcàdic i boscà. Apareix l'escut familiar dels Tomàs, una senyera catalana i la signatura del ceramista, J. Guivernau. Sota aquest plafó hi ha el nom MIR amb ceràmica pintada molt més nova. Sobre la porta d'accés principal a la botiga hi ha un cartell de ferro amb el nom de J. Tomàs subratllat i decorat amb motius vegetals.

## Història
És una casa originària de finals del segle xviii reformada amplament a principis del segle xx. Els plafons ceràmics són obra de J. Guivenrnau, ceramista d'estil tradicional de Barcelona, durant els anys 60 del segle xx, en relació amb la decoració i propaganda de la pastisseria i gran ja de la família Tomàs. Joan Baptista Guivernau i Sans (1909-2001), era un artista barceloní especialista en ceràmiques, plats i rajoles tradicionals catalanes. Hi ha obra seva al camí dels artistes a Montserrat i a la font de Portaferrissa de Barcelona, de l'any 1959.